# Kostów (stacja kolejowa)

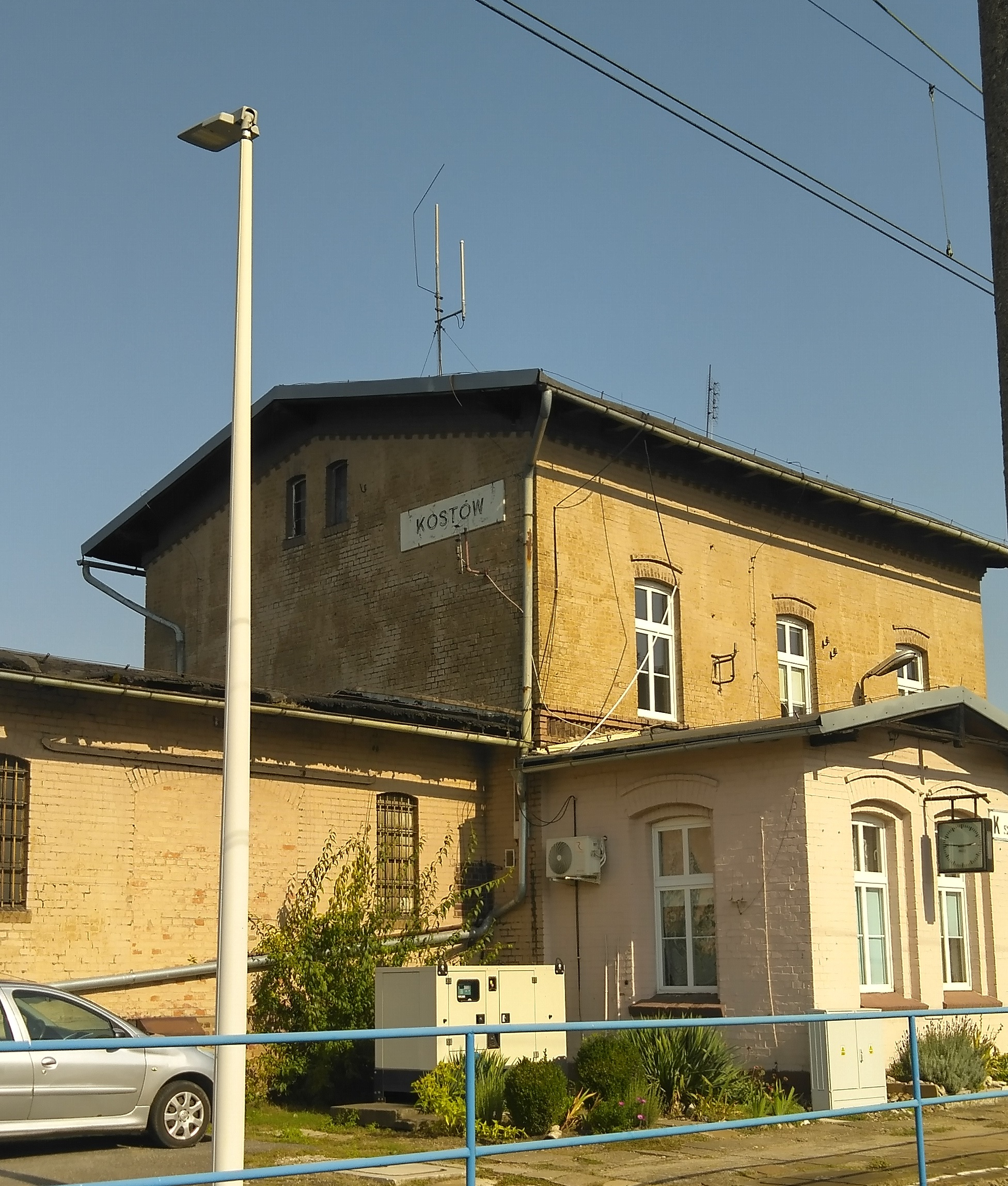
Zabudowania stacji kolejowej w Kostowie (2024)

Kostów – stacja kolejowa w Kostowie, w województwie opolskim, w Polsce. Według klasyfikacji PKP ma kategorię dworca lokalnego.

## Ruch pasażerski
| Rok  | Wymiana pasażerska na dobę |
| ---- | -------------------------- |
| 2017 | 10-19                      |
| 2022 | 20-49                      |